# AmberMed

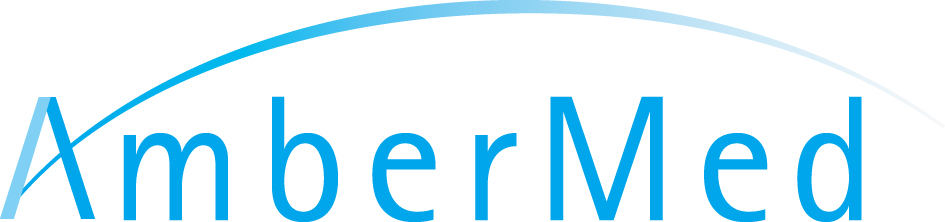
Logo von AmberMed

AmberMed ist eine sozialmedizinische Einrichtung in Wien, die Menschen ohne Krankenversicherung medizinische Versorgung für anbietet. Die Einrichtung existiert in unterschiedlichen Formen seit 2004. Derzeit ist AmberMed eine Kooperation zwischen dem Österreichischen Rotem Kreuz und dem Diakonie Flüchtlingsdienst. Diese Zusammenarbeit der beiden Organisationen besteht seit 2010. Hierbei besteht die grobe Aufgabenteilung darin, dass das Österreichische Rote Kreuz (ÖRK) die Infrastruktur zur Verfügung stellt – AmberMed ist im Katastrophenhilfezentrum des ÖRK untergebracht und das operative Geschäft vom Fachbereich Gesundheit und Psychotherapie des Diakonie Flüchtlingsdienstes geführt wird.

## Geschichte
Einige Mediziner erkannten Anfang 2000 den Bedarf für unversicherte Personen medizinische Versorgung anzubieten. Daraufhin wurde das Projekt Amber am 12. Januar 2004 vom Diakonie Flüchtlingsdienst gestartet und diente anfangs der medizinischen Versorgung von Obdachlosen und Asylsuchenden ohne Versicherungsschutz. Mit der Zeit kamen immer mehr unversicherte Migranten und Österreicher, um medizinische Unterstützung zu erhalten. Seit August 2006 heißt die Einrichtung AmberMed und es gibt eine Kooperation zwischen Diakonie Flüchtlingsdienst und dem Österreichischen Roten Kreuz.

### Finanzielles
Trotz der zahlreichen ehrenamtlichen Mitarbeiter, der großzügigen Medikamentenspenden und der kostenfreien Überlassung von Heilbehelfen wie Brillen, Gehhilfen und orthopädischen Einlagen ist AmberMed auf finanzielle Unterstützung angewiesen. Ein Teil wird durch öffentliche Gelder finanziert (WGKK, FSW, BMGF), zirka 50 % müssen durch private Spenden abgedeckt werden. Private Spender, Firmenspenden und Sponsor sichern das Bestehen.

### Nebenprojekte
Meduna und Better Start: Frauengesundheitsgruppen rund um Schwangerschaft, Geburt, Stillzeit und Ernährung. Zusätzlich kommt regelmäßig zu den Ordinationen der Gynäkologen eine Hebamme ins Haus.
Jugend&Amber: ein aufsuchendes Angebot an Workshops für und mit jugendlichen Asylwerbern rund um die Themen psychische Gesundheit, Identitätsfindung und konfliktlose Kommunikation. Die Workshops werden vorwiegend von Psychotherapeuten geleitet.
AmberMed ist internationaler Kooperationspartner von Medicine Du Monde und Mitglied von PICUM.

### Forderung von Krankenversicherung für alle
AmberMed bezog klar Stellung zum Problem der Nichtversicherung von österreichischen Staatsbürgern. In der Tageszeitung Der Standard schilderte die Leiterin der Einrichtung, Mariella Jordanova-Hudetz, den Fall eines Opfers von Menschenhandel, der für die Intensivbehandlung ihrer Tochter 12.000 Euro an Behandlungskosten vorgeschrieben wurden.

## Auszeichnungen
- 2017 – MigAward[12]
- 2011 – Bank Austria Förderpreis „Best Start 2011“[13][14][15][16]